# 山名義蕃
山名 義蕃（やまな よしあきら）は、江戸時代後期の交代寄合。但馬国村岡領主。

## 経歴
- 安永8年（1779年） - 越前国鯖江藩主・間部詮茂の四男として生まれた。初名は間部詮量。山名義方の婿養子となり、義蕃と改名した。1818年まで甥の間部詮勝の後見役を務めた。
- 文政4年（1821年） - 家督を相続。
- 天保元年（1830年）3月 - 領内の農民が越訴を起こした。
- 天保3年（1832年） - 武術稽古所を設立した。
- 天保5年（1834年） - 死去、享年56。

## 系譜
- 父：間部詮茂（1739-1786）
- 母：不詳
- 養父：山名義方（1765-1834）
- 正室：整 - 山名義方の娘
- 生母不明の子女
  - 男子：山名義処
  - 男子：山名義問 - 相続。
  - 男子：山名義寿 - 今大路中務大輔の養子となるが離縁、のちに田中由清の養子
  - 男子：桂辰昭 - 桂縫殿の養子
  - 男子：山名義條 - 山名義隆の養子
  - 男子：真龍 - 船橋市所在の了源寺住職
  - 男子：山名問審
  - 男子：山名義質 - 山名義栄の養子
  - 男子：藤懸永成 - 藤懸永増の養子
  - 男子：金田房清 - 金田房直の養子
  - 男子：秀量 - 権中納言西園寺寛季の猶子、鯖江市所在の誠照寺住職
  - 女子：晴 - 金森近典[1]室
  - 女子：信 - 阿部正静室
  - 女子：豊 - 糟屋正福室